# Mehdi Taouil
Mehdi Tewfik Taouil (Villeneuve-Saint-Georges, 20 mei 1983) is een Marokkaanse voetballer (middenvelder) die sinds 2013 voor de Turkse eersteklasser Sivasspor uitkomt. Voorheen speelde hij voor AS Nancy, 1. FC Nürnberg, Montpellier HSC, Kilmarnock FC en Heart of Midlothian FC.
Taouil debuteerde op 23 juli 2011 voor Hearts FC in de uitwedstrijd tegen Rangers FC. De wedstrijd werd met 1-1 gelijkgespeeld.

## Erelijst
1. FC Nürnberg
- 2. Bundesliga

2004